# 54-46 That's My Number
54-46 That's My Number è un brano musicale early reggae scritto da Toots Hibbert ed interpretato dal gruppo musicale giamaicano Toots & the Maytals del 1968.
Il testo della canzone parla del periodo di detenzione di Hibbert in seguito all'arresto per possesso di marijuana.
La canzone è stata più volte reinterpretata da vari gruppi appartenenti alla scena punk americana ed inglese, e parte della canzone è inserita nella colonna sonora ufficiale del film This Is England di Shane Meadows, che racconta la vita di un giovane skinhead inglese nei primi anni ottanta.